# Torgau
Torgau er en by ved Elben i det nordvestlige Sachsen i Tyskland. Den er hovedby for distriktet Nordsachsen.
Udenfor Tyskland er byen mest kendt for at være stedet, hvor amerikanske tropper vestfra først mødte sovjetiske tropper østfra i de sidste dage af 2. Verdenskrig – den 25. april 1945.

## Seværdigheder
Seværdighederne omfatter den historiske bymidte, som er blevet restaureret siden den tyske genforening, et bryggerimuseum, monumentet for mødet mellem sovjetiske og amerikanske tropper ved Elben samt en sovjetisk militærkirkegård.
Det tidlige renæssanceslot Hartenfels dominerer byen. Kapellet blev bygget i 1544 (udformet af Nickel Gromann) og kombinerer sengotik med tidligere renæssanceelementer. Den blev indviet af Martin Luther den 5. oktober 1544. Der holdes stadig brune bjørne i voldgraven.

## Historie
Den første bebyggelse stammer tilbage fra slaviske stammers bosættelse – Turguo i grevskabet Neletici. Der var formentlig en slavisk træborg placeret under vore dages Hartenstein borg. I det 10. århundrede kom den under det Tysk-romerske rige, og der blev bygget en borg af sten, omkring hvilken der skete bosættelse. Der er dokumentation for, at der afholdtes marked på stedet i 1119. Byen lå på den vigtige handelsrute mellem Leipzig og Frankfurt (Oder), som krydsede Elben ved et vadested øst for Torgau.
Torgau hørte til hertugdømmet Sachsen-Wittenberg. Efter at den sidste Ascanian-hertug døde uden efterkommere i 1423, overgik kurfyrsteværdigheden til huset Wettin, som residerede i Torgau. Efter delingen i Leipzig-delingen af Wettin-arven i 1485 overgik Torgau til den ernestinske linje. Hoffet boede fortrinsvis i Weimar og i Torgau. Fra 1525 og frem blev Torgau den eneste residens. Efter slaget ved Mühlberg i 1547 overgik Torgau til den albertinske linje.
Under reformationen lukkede byrådet alle klostre i 1523. Borgere i Torgau ødelagde alle malerier og statuer af helgener i kirkerne og stormede det franciskanske kloster. Efter at Luther havde drevet Andreas Karlstadt (Bodenstein) ud af Sachsen i 1524, gennemtvang han udvisningen af Karlstadts følgesvende fra Torgau i 1529.
Katharina von Bora, Martin Luthers kone, ligger begravet i St. Marien kirken i Torgau. Torgauer Artikel, et udkast til Den augsburgske bekendelse, blev forfattet af Luther, Melanchthon, Bugenhagen og Jonas i byen i 1530.
Den første tyske opera, Heinrich Schütz' Dafne, blev vist for hoffet i Torgau i 1627.

### Anden verdenskrig
Den 25. april 1945 mødtes styrker fra USA fra vest første gang med sovjetiske tropper fra øst ved Torgau. Torgau og det omkringliggende område kom senere til at tilhøre den sovjetiske besættelseszone, selv om det i første omgang var blevet besat af amerikanske tropper. I overensstemmelse med Jalta-aftalen trak amerikanerne sig tilbage i juli 1945.
Ifølge journalisten Andy Rooney, som var korrespondent i Europa under krigen, gennemførte den Røde Hær et angreb på harmonika- og akkordeonfabrikken Hohner i Torgau på det tidspunkt. Det var der ikke noget overraskende i, sagde Rooney. Hære har altid plyndret privat ejendom. Det, som var overraskende var, at halvdelen af soldaterne i den Røde Hær lod til kunne spille på musikinstrumenter. Der var en kvinde, en sangerinde, som havde været holdt fanget i Torgau under krigen, fortalte Rooney, og russerne befriede hende. Hun gav en improviseret koncert på byens torv, og lyden af hendes stemme kunne høres over både akkordeoner og harmonikaer, der spillede sammen.

### Multimedie
- CBC Archives CBC Radio reportage om det sovjetis-amerikanske møde ved Torgau den 1. maj 1945.